# The River of Dreams
"The River of Dreams" là một bài hát của nghệ sĩ thu âm người Mỹ Billy Joel nằm trong album phòng thu thứ 12 của ông, River of Dreams (1993). Nó được phát hành vào ngày 19 tháng 7 năm 1993 ở Vương quốc Anh và 1 tháng 9 năm 1993 ở Hoa Kỳ như là đĩa đơn đầu tiên trích từ album bởi Columbia Records. Bài hát được viết lời bởi Joel, trong khi phần sản xuất được đảm nhiệm bởi Joe Nicolo và Danny Kortchmar. Được lấy cảm hứng từ những giấc mơ liên tục của nam ca sĩ về việc ông đi bộ trong giấc ngủ của mình, "The River of Dreams" là một bản pop rock kết hợp với những yếu tố từ gospel mang nội dung đề cập đến những câu hỏi liên quan đến cuộc sống, sự bình an trong tâm hồn và kiếp sau của mỗi người. Tuy nhiên, Joel đã vấp phải một vụ kiện từ Gary Zimmerman vào năm 1993, sau khi Zimmerman tuyên bố rằng hơn một nửa tác phẩm đã sao chép từ bài hát năm 1986 của ông "Nowhere Land", nhưng đã từ bỏ vụ kiện một năm sau đó.
Sau khi phát hành, "The River of Dreams" nhận được những phản ứng tích cực từ các nhà phê bình âm nhạc, trong đó họ đánh giá cao giai điệu hấp dẫn cũng như quá trình sản xuất nó, đồng thời gọi đây là một điểm nhấn nổi bật từ album. Ngoài ra, bài hát còn gặt hái nhiều giải thưởng và đề cử tại những lễ trao giải lớn, bao gồm ba đề cử giải Grammy cho Thu âm của năm, Bài hát của năm và Trình diễn giọng pop nam xuất sắc nhất tại lễ trao giải thường niên lần thứ 36. "The River of Dreams" cũng tiếp nhận những thành công vượt trội về mặt thương mại, đứng đầu các bảng xếp hạng ở Úc và New Zealand, cũng như lọt vào top 10 ở hầu hết những quốc gia nó xuất hiện, bao gồm vươn đến top 5 ở nhiều thị trường lớn như Áo, Canada, Pháp, Đức, Ireland, Hà Lan, Thụy Sĩ và Vương quốc Anh. Tại Hoa Kỳ, nó đạt vị trí thứ ba trên bảng xếp hạng Billboard Hot 100, trở thành đĩa đơn thứ bảy của Joel vươn đến top 5 tại đây.
Video ca nhạc cho "The River of Dreams" được đạo diễn bởi Andy Morahan, trong đó bao gồm những cảnh Joel hát với một nhóm bè ở một đường ray, xen kẽ với những hình ảnh ông hát trong một nông trại với cây đàn dương cầm, bên cạnh sự xuất hiện đặc biệt từ con gái của nam ca sĩ Alexa Ray Joel và người vợ lúc bấy giờ Christie Brinkley. Để quảng bá bài hát, Joel đã trình diễn nó trên nhiều chương trình truyền hình và lễ trao giải lớn, bao gồm Saturday Night Live, Top of the Pops và giải Grammy lần thứ 36, nơi ông đã đột ngột dừng lại giữa màn trình diễn để phản đối việc bài phát biểu của Frank Sinatra cho giải Grammy Huyền thoại bị cắt ngắn thời lượng trước đó trong đêm, cũng như trong nhiều chuyến lưu diễn của ông. Kể từ khi phát hành, "The River of Dreams" đã xuất hiện trong nhiều album tuyển tập trong sự nghiệp của nam ca sĩ, bao gồm The Ultimate Collection (2000), The Essential Billy Joel (2001) và Piano Man: The Very Best of Billy Joel (2004) và The Hits (2010).

## Danh sách bài hát
Đĩa CD tại châu Âu
1. "The River of Dreams" – 4:07
2. "The Great Wall Of China" – 5:47

Đĩa CD tại Anh quốc
1. "The River of Dreams" – 4:07
2. "The River of Dreams" (Percapella phối) – 5:12
3. "The Great Wall Of China" – 5:47

Đĩa CD tại Hoa Kỳ
1. "The River of Dreams" – 4:07
2. "No Man's Land" – 4:45

## Xếp hạng
| Bảng xếp hạng (1993)                  | Vị trí cao nhất |
| ------------------------------------- | --------------- |
| Úc (ARIA)                             | 1               |
| Áo (Ö3 Austria Top 40)                | 2               |
| Bỉ (Ultratop 50 Flanders)             | 11              |
| Canada (RPM)                          | 2               |
| Canada Adult Contemporary (RPM)       | 1               |
| Đan Mạch (Tracklisten)                | 9               |
| Châu Âu (European Hot 100 Singles)    | 7               |
| Pháp (SNEP)                           | 4               |
| Đức (Official German Charts)          | 4               |
| Ireland (IRMA)                        | 2               |
| Ý (FIMI)                              | 26              |
| Hà Lan (Dutch Top 40)                 | 5               |
| Hà Lan (Single Top 100)               | 5               |
| New Zealand (Recorded Music NZ)       | 1               |
| Na Uy (VG-lista)                      | 8               |
| Thụy Điển (Sverigetopplistan)         | 8               |
| Thụy Sĩ (Schweizer Hitparade)         | 2               |
| Anh Quốc (OCC)                        | 3               |
| Hoa Kỳ Billboard Hot 100              | 3               |
| Hoa Kỳ Adult Contemporary (Billboard) | 1               |
| Hoa Kỳ Pop Airplay (Billboard)        | 2               |

| Bảng xếp hạng (1993)                 | Vị trí |
| ------------------------------------ | ------ |
| Australia (ARIA)                     | 13     |
| Austria (Ö3 Austria Top 40)          | 25     |
| Belgium (Ultratop 50 Flanders)       | 66     |
| Canada (RPM)                         | 12     |
| Canada Adult Contemporary (RPM)      | 2      |
| Denmark (Tracklisten)                | 25     |
| Europe (European Hot 100 Singles)    | 33     |
| Germany (Official German Charts)     | 27     |
| Japan (Tokyo Hot 100)                | 23     |
| Netherlands (Dutch Top 40)           | 25     |
| Netherlands (Single Top 100)         | 41     |
| New Zealand (Recorded Music NZ)      | 8      |
| Switzerland (Schweizer Hitparade)    | 37     |
| UK Singles (Official Charts Company) | 27     |
| US Billboard Hot 100                 | 26     |
| US Adult Contemporary (Billboard)    | 9      |
| Bảng xếp hạng (1994)                 | Vị trí |
| US Adult Contemporary (Billboard)    | 19     |

## Chứng nhận
| Quốc gia                                                                           | Chứng nhận | Số đơn vị/doanh số chứng nhận |
| ---------------------------------------------------------------------------------- | ---------- | ----------------------------- |
| Úc (ARIA)                                                                          | Bạch kim   | 70.000^                       |
| Áo (IFPI Áo)                                                                       | Vàng       | 25.000*                       |
| Pháp (SNEP)                                                                        | Bạc        | 125.000*                      |
| Đức (BVMI)                                                                         | Vàng       | 0^                            |
| New Zealand (RMNZ)                                                                 | Vàng       | 5.000*                        |
| * Chứng nhận dựa theo doanh số tiêu thụ. ^ Chứng nhận dựa theo doanh số nhập hàng. |            |                               |